# Schmirinskis
Die Schmirinskis waren ein Schweizer Comedy-Duo.

## Geschichte
Gegründet wurde das Komiker-Duett Schmirinskis von den Schweizern René Rindlisbacher und Stephan Schmidlin im Jahre 1986 zusammen mit Peter Störi und Harry Wettstein. Störi und Wettstein stiegen jedoch noch im selben Jahr aus der Gruppe aus. Doch Schmidlin und Rindlisbacher machten stets weiter mit ihrem Programm und wurden im Jahr 1991 mit einer Auszeichnung als «Nachwuchskünstler des Jahres» geehrt.
Im Jahre 1995 starteten sie schliesslich mit der Samstagabendsendung «Top of Switzerland», welche ebenfalls ein voller Erfolg wurde. Nach fünf Jahren «Top of Switzerland» lösten sie sich im Jahre 2001 auf dem Höhepunkt ihrer Karriere auf. Ihre letzte Show nannten sie «Top of Schmirinskis», in welcher sie Ausschnitte aus den letzten Jahren ihrer Show zeigten. Die Show hatte an diesem Abend über eine Million Zuschauer. 2001 wurden sie mit dem Prix Walo ausgezeichnet.
Der Name Schmirinskis setzt sich aus den beiden Nachnamen Schmidlin und Rindlisbacher zusammen. René Rindlisbacher war auch bekannt als Moderator der Show Wer wird Millionär? des (inzwischen eingestellten) Schweizer Fernsehsenders TV3. Stephan Schmidlin arbeitete nebenbei als Holzschnitzer.

## Bühnenprogramme
- 1991: So nöd
- 1995: Die Unvollendete
- 1997: PrOffice
- 2000: Fiesionen

## DVD-Veröffentlichungen
- Collection (3 Programme: Fiesionen, PrOffice, Die Unvollendete)
- PrOffice
- Schweizerlacher
- Feriengrüsse aus Kos
- Fiesionen
- Feriengrüsse aus Saint-Tropez
- Top of Switzerland
- Die Unvollendete